# 陈楚蕙
陈楚蕙（1943年—2012年），原名陈玉珍，香港出生，祖籍广东普宁。潮剧演员。最初在香港新天彩潮剧团工作，1956年底首次登台表演。曾做过戏剧电影的配音，主要将任剑辉、罗剑郎以及林家声等人参演的粤剧电影配为潮剧电影，再卖到东南亚等地播放。在1960年，她出演的潮剧电影《后母心》和《女状元》一炮走红后，拍摄了百多部潮剧电影。1990年8月间，陈楚蕙成立了香港楚蕙潮剧团
。
2012年10月23日，陳楚蕙離世，享年69歲，並於11月9日出殯。

## 外部連結
- PDF陳楚蕙（1943.8.5–2012.10.23） 演員，香港電影資料館文件。
- 潮劇名伶陳楚蕙逝世‧大型公演心願未了 陳楚蕙驟逝劇迷惋惜，24/10/2012，中國報新聞網
- 享年69歲●有小生王美譽 港潮劇名伶陳楚蕙病逝 （页面存档备份，存于），2012年10月24日，光華日報